# Oleszyce (gmina)
Oleszyce [ɔlɛˈʂɨt͡sɛ] (en ukrainien: Олешичі, Oleshychi) est une commune urbaine-rurale de la Voïvodie des Basses-Carpates et du powiat de Lubaczów. Elle s'étend sur 151,8 km2 et comptait 6 615 habitants en 2010.

## Géographie

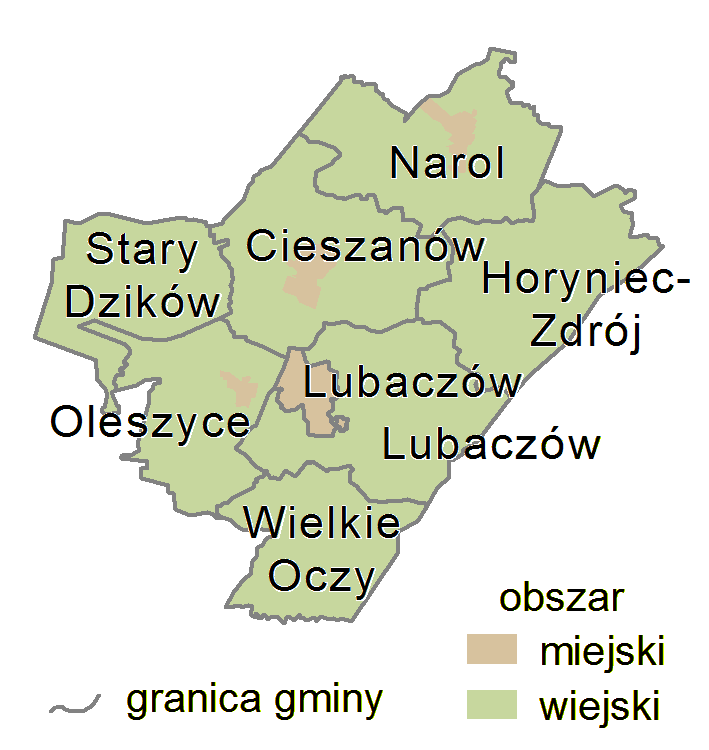
Carte du powiat (partie urbaine en marron et rurale en vert)